# Toni Collette
Toni Collette Galafassi  (született Toni Collett; 1972. november 1. –) Golden Globe- és Primetime Emmy-díjas ausztrál színésznő, producer, énekesnő és dalszövegíró. 
A televíziós és független filmekben végzett munkájáról ismert színésznő pályafutása során számos elismerést kapott, többek között Golden Globe-díjat és Primetime Emmy-díjat, emellett Oscar- és Tony-díjra, valamint két Brit Filmakadémia-díjra is jelölték.

## Gyermekkora és családja
Toni Collett 1972. november 1-jén született három gyermek közül a legidősebbként; két öccse van. Hatéves koráig Sydney Glebe nevű külvárosában nőtt fel, majd Blacktownban. Édesapja, Bob Collett teherautó-sofőr volt, míg édesanyja, Judy (született Cook) ügyfélszolgálati munkatárs. 

## Filmográfia

### Film
| Év   | Magyar cím                    | Eredeti cím                          | Szerep                     | Magyar hang        |
| ---- | ----------------------------- | ------------------------------------ | -------------------------- | ------------------ |
| 1992 | Mokaszin                      | Spotswood                            | Wendy Robinson             | Roatis Andrea      |
| 1994 |                               | This Marching Girl Thing (rövidfilm) | Cindy                      |                    |
| 1994 | Muriel esküvője               | Muriel's Wedding                     | Muriel Heslop              | Kocsis Mariann     |
| 1995 |                               | The Thief and the Cobbler            | nővér /boszorkány (hangja) |                    |
| 1996 | Così                          | Così                                 | Julie                      |                    |
| 1996 | Julie De Marco                | The Pallbearer                       | Cynthia                    | Braun Rita         |
| 1996 | Emma                          | Emma                                 | Harriet Smith              | Kisfalvi Krisztina |
| 1996 | Lilian története              | Lilian's Story                       | Lilian Singer fiatalon     |                    |
| 1997 | Irodai lányok                 | Clockwatchers                        | Iris Chapman               | Kisfalvi Krisztina |
| 1997 |                               | The James Gang                       | Julia Armstrong            |                    |
| 1997 | Diana és én                   | Diana & Me                           | Diana Spencer              |                    |
| 1998 |                               | The Boys                             | Michelle                   |                    |
| 1998 | Bálványrock – Velvet Goldmine | Velvet Goldmine                      | Mandy Slade                |                    |
| 1999 | 8 és 1/2 nő                   | 8½ Women                             | Griselda / Concordia nővér |                    |
| 1999 | Hatodik érzék                 | The Sixth Sense                      | Lynn Sear                  | Frajt Edit         |
| 2000 | Shaft                         | Shaft                                | Diane Palmieri             | Spilák Klára       |
| 2000 | Hotel Splendide               | Hotel Splendide                      | Kath                       |                    |
| 2000 | Varázspuding                  | The Magic Pudding                    | Meg Bluegum (hangja)       | Fehér Juli         |
| 2002 | Ütközéspont                   | Changing Lanes                       | Michelle                   | Árkosi Kati        |
| 2002 | Egy fiúról                    | About a Boy                          | Fiona Brewer               | Vándor Éva         |
| 2002 | Mocskos játékok               | Dirty Deeds                          | Sharon Ryan                | Spilák Klára       |
| 2002 | Az órák                       | The Hours                            | Kitty                      | Orosz Anna         |
| 2003 | A japán szerető               | Japanese Story                       | Sandy Edwards              | Ónodi Eszter       |
| 2004 | Az utolsó jelenet             | The Last Shot                        | Emily French               | Kiss Erika         |
| 2004 | Nők transzban                 | Connie and Carla                     | Carla                      | Kocsis Judit       |
| 2005 | Egy cipőben                   | In Her Shoes                         | Rose Feller                | Kiss Erika         |
| 2006 | A család kicsi kincse         | Little Miss Sunshine                 | Sheryl Hoover              | Szávai Viktória    |
| 2006 | Az éjszaka hangjai            | The Night Listener                   | Donna D. Logand            | Orosz Anna         |
| 2006 | Like Minds – Gyilkos szándék  | Like Minds                           | Sally Rowe                 |                    |
| 2006 | A halott lány                 | The Dead Girl                        | Arden                      | Horváth Lili       |
| 2007 | Este                          | Evening                              | Nina Mars                  | Kocsis Mariann     |
| 2007 | Érzékeny pont                 | Towelhead                            | Melina Hines               | Kiss Erika         |
| 2008 | A fekete léggömb              | The Black Balloon                    | Maggie Mollison            |                    |
| 2008 | Kislány, nagylány             | Hey, Hey, It's Esther Blueburger     | Mary                       | Bertalan Ágnes     |
| 2009 | Mary és Max                   | Mary and Max                         | Mary Daisy Dinkle (hangja) | Kis-Kovács Luca    |
| 2011 |                               | Jesus Henry Christ                   | Patricia Herman            |                    |
| 2011 | Frászkarika                   | Fright Night                         | Jane Brewster              | Spilák Klára       |
| 2011 |                               | Foster                               | Zooey                      |                    |
| 2012 | Hitchcock                     | Hitchcock                            | Peggy Robertson            | Fullajtár Andrea   |
| 2012 |                               | Mental                               | Sharon "Shaz" Thornbender  |                    |
| 2013 | Az első igazi nyár            | The Way, Way Back                    | Pam                        | Román Judit        |
| 2013 | Exek és szeretők              | Enough Said                          | Sarah                      | Söptei Andrea      |
| 2013 | Mázlisták                     | Lucky Them                           | Ellie Klug                 | Spilák Klára       |
| 2014 | Hosszú út lefelé              | A Long Way Down                      | Maureen Thompson           | Kiss Erika         |
| 2014 | Tammy                         | Tammy                                | Missi Jenkins              | Román Judit        |
| 2014 | Hector a boldogság nyomában   | Hector and the Search for Happiness  | Agnes                      | Spilák Klára       |
| 2014 | Doboztrollok                  | The Boxtrolls                        | Lady Portley-Rind (hangja) | Bertalan Ágnes     |
| 2014 |                               | Glassland                            | Jean                       |                    |
| 2015 | Blinky Bill – A film          | Blinky Bill the Movie                | Locsi / Fecsi (hangja)     | Spilák Klára       |
| 2015 | Máris hiányzol                | Miss You Already                     | Milly                      | Spilák Klára       |
| 2015 | Krampusz                      | Krampus                              | Sarah Engel                | Bertalan Ágnes     |
| 2016 | Impérium                      | Imperium                             | Angela Zamparo             | Fullajtár Andrea   |
| 2017 | Jasper Jones                  | Jasper Jones                         | Ruth Bucktin               | Kiss Eszter        |
| 2017 | xXx: Újra akcióban            | XXX: Return of Xander Cage           | Jane Marke                 | Hegyi Barbara      |
| 2017 | Sivatagi madarak              | The Yellow Birds                     | Amy Bartle                 | Tallós Rita        |
| 2017 | Anyák elszabadulva            | Fun Mom Dinner                       | Kate                       | Bertalan Ágnes     |
| 2017 | Élesítve                      | Unlocked                             | Emily Knowles              | Fullajtár Andrea   |
| 2017 | Madame                        | Madame                               | Anne Fredericks            | Nagy-Kálózy Eszter |
| 2017 | Világot látok                 | Please Stand By                      | Scottie                    | Spilák Klára       |
| 2018 | Örökség                       | Hereditary                           | Annie Graham               | Spilák Klára       |
| 2018 | Hangosan dobogó szívek        | Hearts Beat Loud                     | Leslie                     | Bertalan Ágnes     |
| 2018 |                               | Birthmarked                          | Catherine                  |                    |
| 2019 | Bársony körfűrész             | Velvet Buzzsaw                       | Gretchen                   |                    |
| 2019 | Tőrbe ejtve                   | Knives Out                           | Joni Thrombey              | Bertalan Ágnes     |
| 2020 | Álmaink lova                  | Dream Horse                          | Jan Vokes                  |                    |
| 2020 | A befejezésen gondolkozom     | I'm Thinking of Ending Things        | Suzie                      |                    |
| 2021 | A potyautas                   | Stowaway                             | Marina Barnett             | Bertalan Ágnes     |
| 2021 | Rémálmok sikátora             | Nightmare Alley                      | Zeena Krumbein             | Bertalan Ágnes     |
| 2022 | Gátlástalan örökösök          | The Estate                           | Macey                      | Bertalan Ágnes     |
| 2023 | Ruby Gillman, tinikráken      | Ruby Gillman, Teenage Kraken         | Agatha Gillman (hang)      | Haumann Petra      |
| 2023 | Maffia Mamma                  | Mafia Mamma                          | Kristin                    |                    |
| 2024 | Kettes számú esküdt           | Juror #2                             | Faith Killebrew            | Bertalan Ágnes     |
| 2025 | Mickey 17                     | Mickey 17                            | Gwen Johansen              | Bertalan Ágnes     |

### Televízió
| Év        | Magyar cím           | Eredeti cím               | Szerep                   | Megjegyzések                                               |
| --------- | -------------------- | ------------------------- | ------------------------ | ---------------------------------------------------------- |
| 1990      |                      | A Country Practice        | Tracy                    | 1 epizód                                                   |
| 2001      | Baráti vacsora       | Dinner with Friends       | Beth                     | - tévéfilm - magyar hangja: - Spilák Klára                 |
| 2006      | A cunami után        | Tsunami: The Aftermath    | Kathy Graham             | - minisorozat (2 epizód) - magyar hangja: - Götz Anna      |
| 2009–2011 | Tara alteregói       | United States of Tara     | Tara Gregson             | - főszereplő (36 epizód) - vezető producer                 |
| 2012      | Veszett ügyek        | Rake                      | Premier Claudia Marshall | 1 epizód                                                   |
| 2013–2014 |                      | Hostages                  | Ellen Sanders            | 15 epizód                                                  |
| 2014      |                      | Devil's Playground        | Margaret Wallace         | minisorozat (5 epizód)                                     |
| 2015      |                      | Who Do You Think You Are? | önmaga                   | 1 epizód                                                   |
| 2018      |                      | Wanderlust                | Joy Richards             | - 6 epizód - társproducer                                  |
| 2019      | Hihetetlen           | Unbelievable              | Grace Rasmussen nyomozó  | - 7 epizód - magyar hangja: - Bertalan Ágnes               |
| 2021      |                      | Odd Squad                 | The Sand Queen           | 1 epizód                                                   |
| 2022      | Azt hittem, ismerlek | Pieces of Her             | Laura Oliver             | - 8 epizód - magyar hangja: - Bertalan Ágnes               |
| 2022      | Az utolsó lépcsőfok  | The Staircase             | Kathleen Peterson        | - minisorozat (8 epizód) - magyar hangja: - Németh Kriszta |
| 2023      | A hatalom            | The Power                 | Margot Cleary-Lopez      | 8 epizód                                                   |